# Пауль фон Русдорф
Пауль фон Русдорф (нім. Paul von Rusdorf) — 29-й великий магістр Тевтонського ордену з 1422 по 1441 рік.

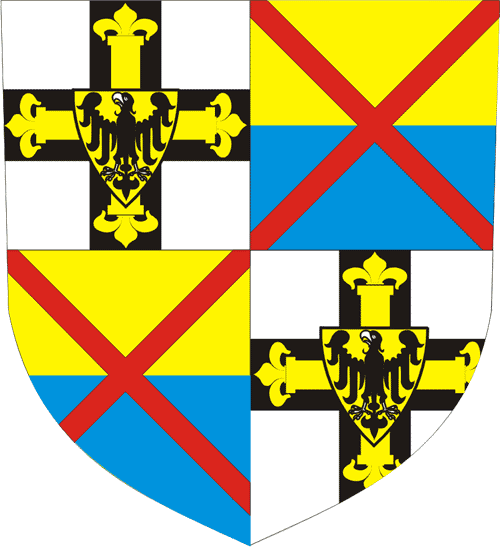
Герб великого магістра Пауля фон Русдорфа

Походив з лицарського ордену з-під Кельна. З 1413 року комтур у Тухолі, фогт у Лейпе, з 1414 року — підскарбій, а 1416 року — великий комтур ордену та комтур столичного конвенту в Мальборку.
10 березня 1422 року після відставки Міхаеля Кюхмайстера фон Штернберга обраний великим магістром ордену.
У зовнішній та внутрішній політиці змушений був лавірувати між міщанами Пруссії та верхівкою ордену.
Коротка та невдала війна з Польщею завершилась підписанням Мельнського миру, за яким Жемайтія остаточно перейшла до Великого князівства Литовського.
У червні 1431 року Пауль фон Русдорф уклав союз з Великим князем Литовським Свидригайлом, підтримуючи його у намаганнях розірвати унію з Польщею.
У серпні 1431 року хрестоносці напали на Добжинську та Куявську землі, розпочавши польсько-тевтонську війну.
У відповідь у 1433 році польсько-чеська армія увійшла у Нову Марку та захопила землі до Балтійського моря.
Пруссія була спустошена, а результат війни був визначений поразкою Свидригайла у битві під Вількомиром.
31 грудня 1435 року був укладений Брест-Куявський мир, за яким орден відмовився підтримувати Свидригайла.
Поразка у війні викликала конфлікти всередині ордену, які скінчились відставкою Пауля фон Русдорфа 2 січня 1441 року, а через тиждень, 9 січня 1441 року він помер в замку Марієнбург, де і був похований.